# Giorgos Leonardos
Giorgos Leonardos (Alejandría, Egipto, 20 de febrero de 1937) (en griego: Γιώργος Λεονάρδος; en transcripción española fonética, Yorgos Leonardos), hijo de Anastasios, es un escritor y periodista griego. 

## Biografía
Publicó por la primera vez cuentos en 1953 en los diarios de Alejandría, Tajidromos y Anatolí. Fue a Grecia para estudiar matemáticas y física pero acabó estudiando en la Escuela Periodística del Instituto Greco-americano (Escuela Spiros Melas), entre 1959-1961. 
Trabajó en política internacional y más tarde, como columnista político en el diario Kathimerini (1961-1964) donde cumplió funciones de corresponsal de la Agencia Ateniense de Noticias, en Belgrado (1964-1967). Trabajó también como jefe de la sección de política internacional en los diarios Naftemporiki, Apogevmatini, Mesimvrini, Elefterotipia, Etnos y Elefteros Tipos, así como columnista en el diario de finanzas Kerdos. 
Desde el año 1977 estuvo a cargo de la corresponsalía de la Agencia Ateniense de Noticias en Nueva York donde fue director del diario “Etnikos Kirix” de Nueva York [2]. Más tarde fue presentador del noticiero en los canales Ellinikí Radiofonía Tileórasi y ΑΝΤ1. Al mismo tiempo, participó en misiones periodísticas en la guerra de Vietnam, en la guerra Irán-Irak, en la guerra del Golfo y otros conflictos, y asistió a varias conferencias internaciones, como la conferencia de European Broadcasting Union en Estambul (1975) y conferencias de Eurovisión.

## Premios – Distinciones
Giorgos Leonardos se dedicó también a la literatura y sobre todo a la escritura de novelas. Por sus novelas históricas: «Mara, la Sultana Cristiana» y «La Bella Durmiente de Mistras» fue premiado con los premios de novela histórica en 2001 y en 2005 por la Asociación Griega de Letras Cristianas. Además fue premiado por la Fundación Botsi en 2006 por su carrera periodística y literaria.
En 2008 fue galardonado con el Estado griego Premio a la Mejor Novela del año por su novela histórica "La Última Palaeologue". Archivado el 24 de julio de 2011 en Wayback Machine.

## Obra literaria
Su novela histórica Aruj Barbarosa el Pirata fue publicada en el Reino Unido, en Turquía, y en Italia y está por ser publicada en España. Las novelas Mara la Sultana Cristiana y María Magdalena en Turquía y Serbia, mientras «La bella Durmiente de Mistras” está por publicarse en Italia.
Además escribió la novela El Salón Rojo de la Abuela que fue publicada por la editorial Kastaniotis, las novelas «La Casa Sobre las Catacumbas», «Eva», «Los Amantes de La Tierra», «Los Polos del Imán», «La Canción del Alma» y el ensayo «La Estructura de la Novela» que fueron todos publicados por la editorial Livanis.
Sus últimas obras son una trilogía sobre el periodo de la dinastía Paleólogo compuesta por las novelas históricas «Miquel VIII Paleólogo – El Libertador», «Los Paleólogos» y «El Último Paleólogo», que fueron publicadas por el Organismo Editorial «Nea Sinora– Α. Α. Livanis» y han ya superado las 100.000 ventas. Además de las obras literarias anteriormente citadas, G. Leonardos escribió también un diccionario inglés-griego de términos militares.
Giorgos Leonardos es miembro de ESIEA (Asociación de Redactores de Diarios de Atenas), y reside en Atenas.
La nueva novela histórica del escritor se titula Sofía Paleóloga – Desde Bizancio hasta Rusia.

## Novelas
- El salón rojo de la abuela
- La casa sobre las catacumbas
- Eva
- Los polos del imán
- Los amantes de la tierra
- La canción del alma

## Novelas históricas
- Barbarosa el pirata
- Mara, la sultana cristiana*
- Maria Magdalena
- La bella durmiente de Mistras
- Miguel VIII Paleólogo
- Los Paleólogos – (Dinastía Paleólogo)
- El último Paleólogo – (Constantino XI)
- Sofía Paleóloga- Desde el Bizancio hasta Rusia

## Ensayos
- La estructura de la novela